# Мальта
Ма́льта, офіційна назва Респу́бліка Ма́льта (мальт. Repubblika ta' Malta, англ. Republic of Malta) — південноєвропейська острівна держава на однойменному архіпелазі в Середземному морі. Лежить за 80 км від Італії, 284 км від Тунісу та 207 км від Лівії. Має населення приблизно у 470 000 осіб і площу 316 км², що робить її 10-ю найменшою країною світу та 5-ю за густотою населення. Її столиця і порт, Валетта — найменша столиця Європейського Союзу. Офіційною та національною мовою є мальтійська, яка походить від сицилійської арабської, яка розвивалася в Сицилійському еміраті, у той час як англійська мова є другою офіційною. Рельєф гористий, включає острови Гоцо 67 км² і Коміно 2,5 км².
Мальта заселена приблизно з 5900 року до н. е. Її розташування в центрі Середземномор'я історично надавало їй великого стратегічного значення як військово-морської бази, і, як наслідок, ціла низка держав керували й боролись за контроль над островами, включаючи фінікійців та карфагенян, римлян, греків, арабів, норманів, арагонців, госпітальєрів, французів та британців. Більшість цих іноземних впливів залишили певний слід на античній культурі країни.
Мальта стала британською колонією в 1813 році, слугуючи станцією для кораблів і штаб-квартирою Британського середземноморського флоту. Під час Другої світової війни країна була під загрозою окупації країнами Осі (див. Битва за Мальту) і слугувала важливою базою союзників для операцій у Північній Африці та Середземномор'ї Британський парламент ухвалив закон про незалежність Мальти в 1964 році, надавши Мальті незалежність від Сполученого Королівства як держави Мальти, з королевою Єлизаветою II як її главою держави і королевою. Країна стала республікою у 1974 році.
Мальта держава-член Співдружності Націй та Організації Об'єднаних Націй з моменту незалежності і приєдналася до Європейського Союзу у 2004 році; країна стала частиною валютного союзу єврозони у 2008 році.
Мальта — туристичний напрямок із теплим кліматом, численними рекреаційними зонами та архітектурними й історичними пам'ятками, серед яких три пам'ятки світової спадщини ЮНЕСКО: Хал-Сафліені, Валлетта та мегалітичні храми Мальти, які є одними із найстаріших окремих кам'яних споруд у світі.

## Походження назви

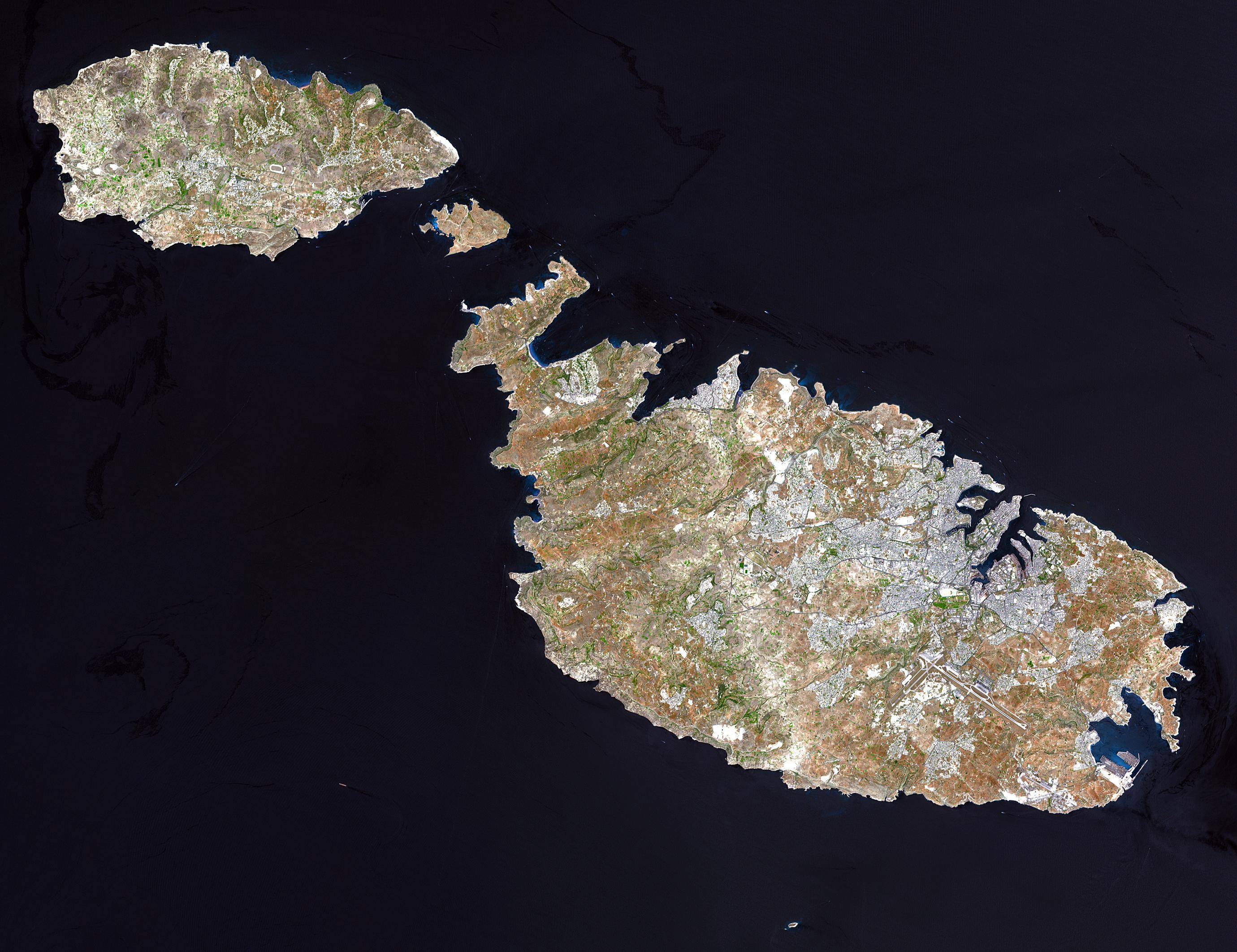
Супутниковий знімок Мальти

Походження назви Мальта невизначене, а сучасні варіації походять від мальтійської мови. Найпоширеніша версія полягає в тому, що слово Мальта походить від грецького слова μέλι, мелі, «мед». Стародавні греки називали острів Μελίτη (Melitē), що означає «мед-солодкий», що ймовірно стосується унікального виробництва меду на Мальті; на острові мешкає ендемічний підвид бджіл. Римляни називали острів Меліта, що можна вважати або латинізацією грецької Μελίτη, або адаптацією дорійської грецької вимови того ж слова Μελίτη. У 1525 році Вільям Тиндаль використав транслітерацію «Меліт» у Діяннях 28: 1 для Καὶ διασωθέντες τότε ἐπέγνωμεν ὅτι Μελίτη ἡ νῆσος καλεῖται, як це було знайдено в його перекладі Нового Заповіту з грецької мови.
Інша версія говорить про те, що слово Мальта походить від фінікійського слова Малетт, «гавань» або «порт». Мало інших етимологічних згадок зустрічається в класичній літературі, при цьому термін Мальта з'являється в теперішньому вигляді в Ітинерарії Антоніни (Itin. Marit. P. 518; Sil. Ital. Xiv. 251).

## Географія
Мальтійський архіпелаг — це насамперед острови Мальта та Гозо. До нього також входять необжиті острови Святого Павла, Філфла та Коміно, а також крихітні Комінотто та Філфолетта. Довжина Мальти — 27 км, ширина — 15 км. Гоцо удвічі менший, а Коміно — всього 2 км завдовжки. Мальта — єдина країна в Європі, в якій відсутні річки та озера.

## Історія

### Давня історія

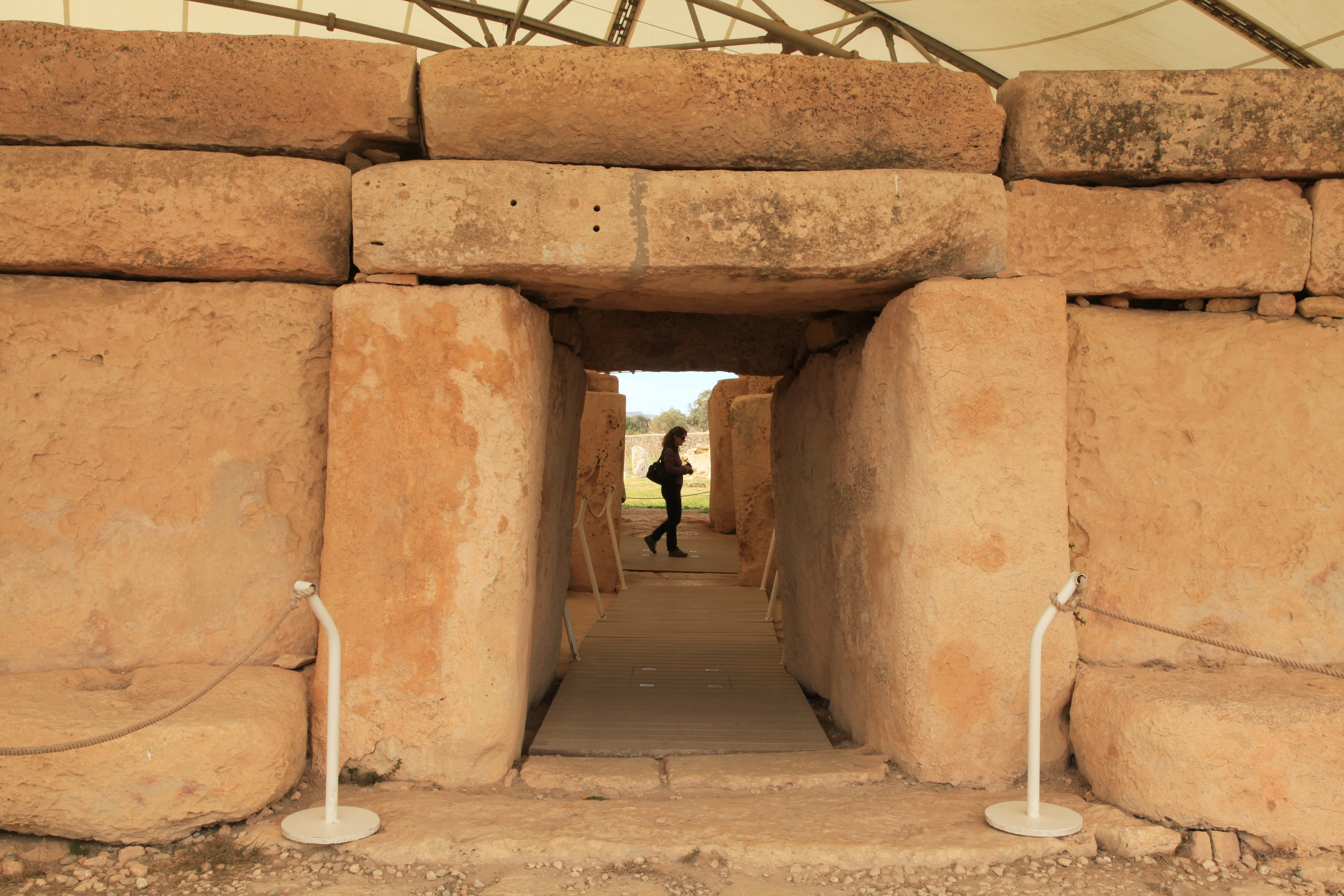
Мегалітичні храми Мальти

Назву острову надали фінікійці, чия колонія мала ім'я Малет (нині — Мдіна). Пізніше острів опинився під владою Карфагена, а потім — Риму. З IV по IX століття нашої ери — у складі Візантійської імперії.
У 870 році острів завоювали араби. Після того його знову заселили мусульмани з африканського узбережжя в XI столітті н. е. Сучасна мальтійська мова — арабського походження. Вплив на мальтійську мову також мали мови Римської імперії, сучасна мальтійська мова користується латинською абеткою.

### Середньовіччя
1090 року на острів напали сицилійські норманці на чолі з графом Рожером I.
Встановлення християнської влади на Мальті відбулося лише після чергового вторгнення нормандців на чолі з сином графа Рожера, королем Сицилії Рожером II у 1127 році. Тоді на Мальту прибули християнські поселенці, включно з королівськими адміністраторами, залогою гарнізону, торговцями та духовенством. Їхні мови злилися з сикуло-арабським діалектом, яким розмовляло мусульманське населення, і зрештою перетворились на мальтійську мову. Це призвело до християнізації Мальти, хоча іслам зберігся на островах приблизно до 1250 року.
У 1192 році король Танкред Сицилійський призначив Маргарита да Бріндізі першим графом Мальти, можливо, за його несподіваний успіх у захопленні імператриці Констанції, яка претендувала на престол. У 1194 році чоловік Констанції, імператор Священної Римської імперії Генріх VI Гогенштауфен, завоював Сицилійське королівство разом з мальтійським графство Маргарита і острів стає частиною німецької імперії.
У 1282 році Мальта (разом з Сицилією) потрапляють під владу Арагонського королівства. Першу мальтійську шляхетність засновано 1350 року. Мусульмани розграбували острів 1429 року, з чого почався довгий період занепаду економіки і культури.
Карл V, імператор Священної Римської імперії та король Іспанії передав мальтійський архіпелаг лицарям-госпітальєрам (лицарям ордену Св. Йоанна) в 1530 році. Інквізиція була офіційно заснована на Мальті у 1561 році.
У 1565 році Мальту взяли в облогу османи, цей напад дістав назву «Велика Облога Мальти». У 1566 році, після перемоги над османами заснували місто Валлетта.

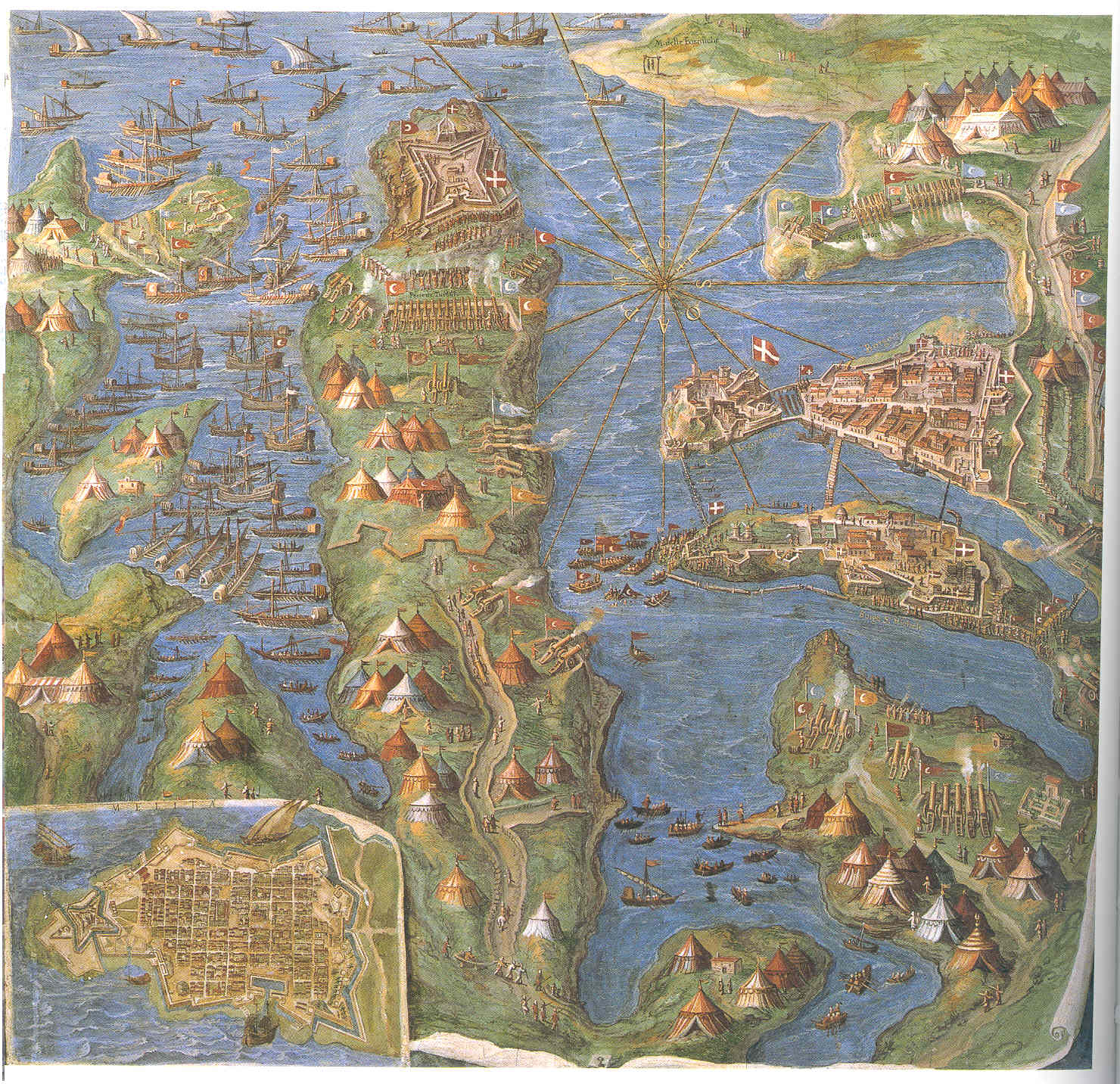
Велика облога Мальти (1565)

### XVIII—XIX століття
Мальта була захоплена Наполеоном у 1798 році під час його походу до Єгипту, інквізицію було скасовано, влада лицарів закінчилася.
Пізніше мальтійці підняли бунт проти французької влади на острові, після того, як французи почали грабувати місцеві церкви. Велика Британія допомогла в боротьбі з окупаційними військами. Замкнуті на острові французькі війська здалися у 1800, і Мальта стала британським протекторатом.
1814 року Мальта офіційно стає частиною Великої Британії, за умовами Паризького миру. Мальта служила британській імперії як стратегічно розташована військово-морська база.
У часи Першої світової війни Мальта мала британські гарнізони на своїй території, і мала один із найбільших шпиталів у басейні Середземного моря. Через своє стратегічне положення, була бомбована італійськими та німецькими повітряними силами в період Другої світової війни. У 1942 році Мальту було нагороджено Хрестом св. Георга за хоробрість у часи Другої світової війни.

### XX століття

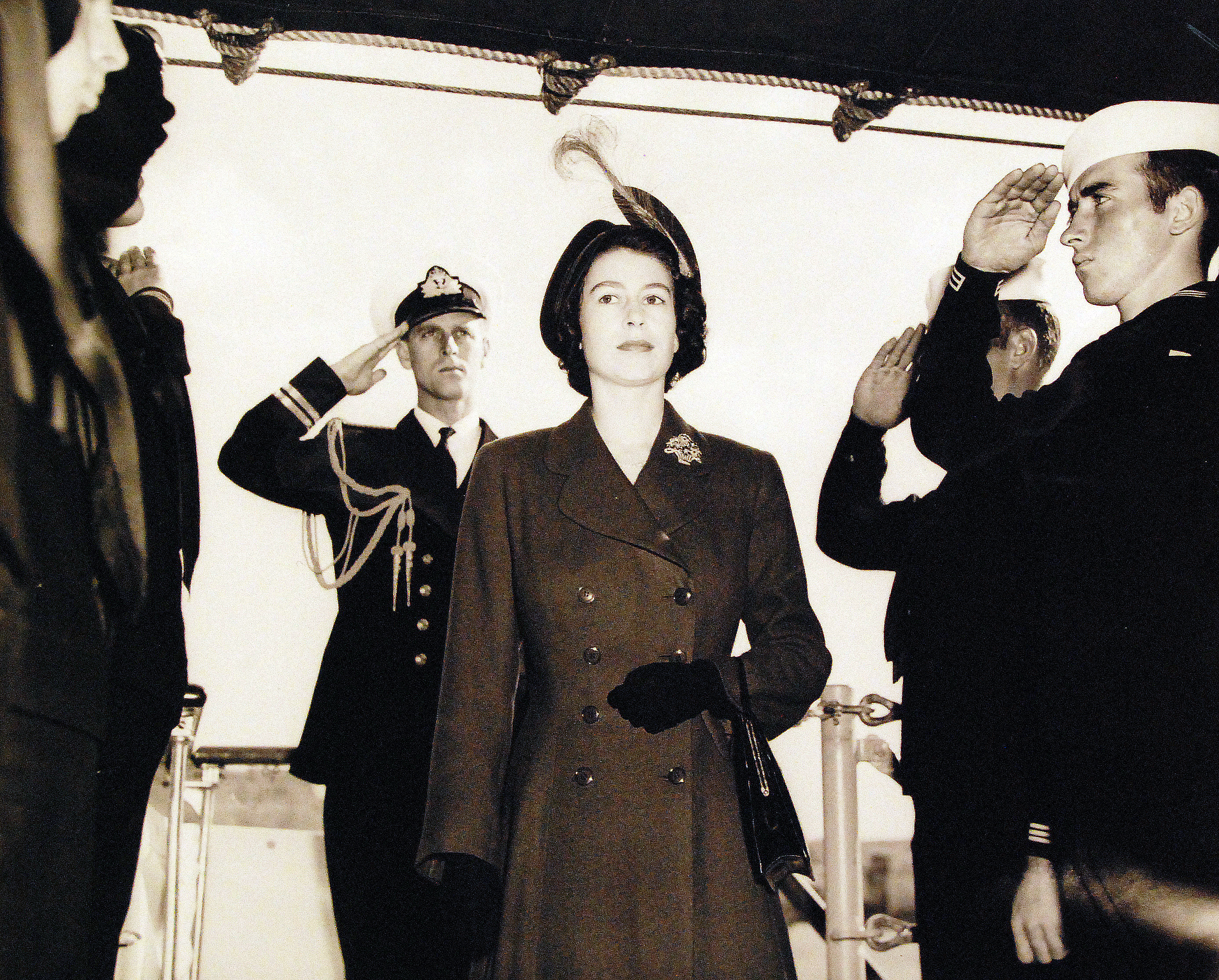
Принцеса Єлизавета (майбутня королева Мальти) і герцог Единбурзький на Мальті, 3 січня 1950 року

З 1934 року Мальта має дві офіційні мови — мальтійська та англійська.
Мальта здобула незалежність (автономію), в рамках Співдружності націй, у 1964 році, маючи губернатора як голову уряду. До грудня 1974 р. номінальним главою держави на Мальті була королева Мальти та одночасно Великої Британії Єлизавета II.
У грудні 1974 р. Мальту проголошено республікою зі своїм президентом, країна оголосила свою нейтральність у 1979. Британські військові частини були виведені повністю 31 травня 1979 року, цей день тепер святкується мальтійцями як «День волі». Від січня 1971 р. Мальта бере участь у євроінтеграційних процесах, входить до складу ЄС. Нині Мальта має парламентську демократію.
1998 року уряд Мальти підписав угоду з Суверенним Мальтійським орденом, залишаючи у його розпорядженні на 99 років Фортецю Сант-Анджело. Ця фортеця має екстериторіальний статус і є місцем, у якому відбуваються численні зустрічі кавалерів Ордену.

### XXI століття
8 травня 2003 року Мальта більшістю голосів, вибрала приєднатися до ЄС. 53,6 % проголосувало за; 46,4 % — проти[джерело?]. До Європейського Союзу Мальта увійшла 1 травня 2004 року.

## Адміністративний поділ
1993 року Мальта була розділена на 68 місцевих рад (муніципалітетів). Ці 68 місцевих рад є основною формою місцевого самоврядування, проміжного рівня між місцевими радами та національним урядом не існує. Поділ на 6 округів (5 на головному острові) та на 3 регіони (2 на головному острові) використовується виключно зі статистичною метою.

## Населення

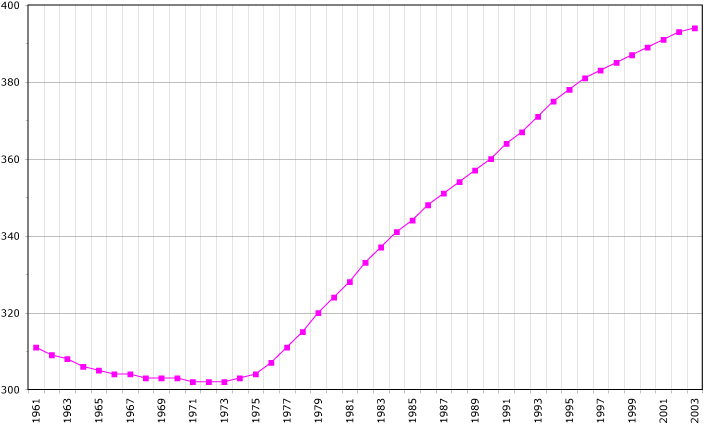
Демографія Мальти, дані FAO, на 2005 р. (в тисячах жителів)

Населення Мальти становить 405 577 осіб (2006 рік). Густота населення — 1283 осіб/км². За щільністю населення Мальта посідає третє місце у світі. При цьому Мальта — найменша населена держава Європейського Союзу.
Основними мовами Мальти є мальтійська та англійська, доволі поширена також італійська.
Переважну більшість населення становлять мальтійці (95,7 %), домінуюча релігія — католицтво (97,3 %).
Мальта, що розташована між Африкою та Європою, є мостом для нелегальних іммігрантів. Мальта також є популярним місцем еміграції для пенсіонерів із Великої Британії та інших європейських країн.
П'ята частина шлюбів на Мальті в період з початку 2001 року по червень 2006 року була зареєстрована між мальтійцями та іноземними громадянами. З них перше місце (22 %) займають шлюби з вихідцями з Росії: 140 мальтійських чоловіків узяли в дружини російських дівчат, а 6 мальтійок вийшли заміж за росіян. Друге місце займають шлюби з марокканками, третє — з британками.

## Політичний устрій

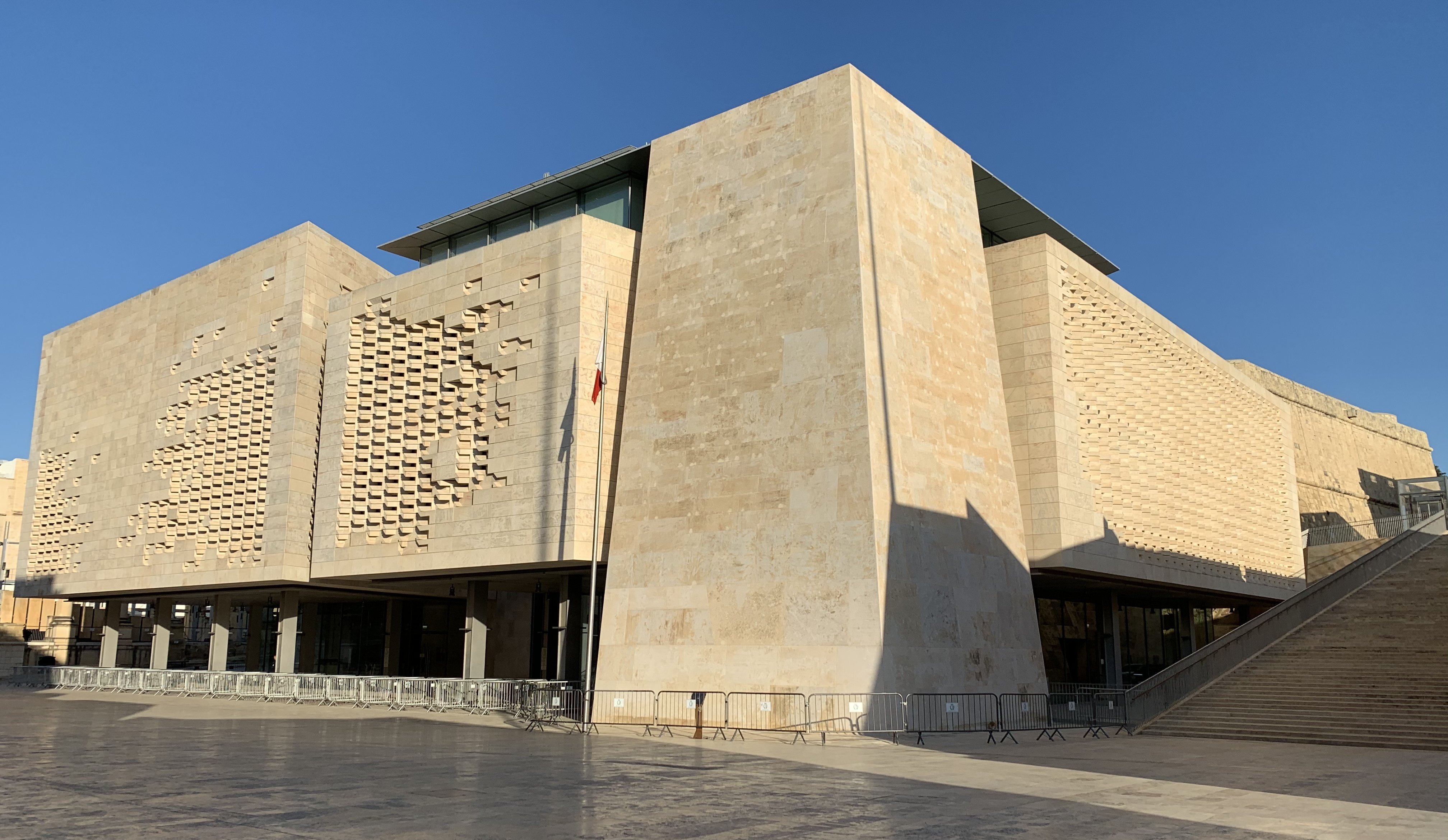
Будинок парламенту (Валетта)

Мальта — парламентська республіка. Конституція Мальти утверджена 1964 року з подальшими поправками. Законодавча влада належить однопалатному парламенту, який складається з 69 депутатів. Члени обираються загальним голосуванням на основі пропорційного представництва на 5 років. Глава держави — Президент Мальти. Виконавча влада здійснюється урядом на чолі з Прем'єр-міністром.

### Політичні партії та профспілки
- Лейбористська партія Мальти — правляча партія, заснована 1920 року.
- Націоналістична партія — заснована 1924 року.

Лейбористська та Націоналістична є двома найбільшими партіями Мальти, і активно конкурують за голоси виборців на виборах до парламенту. Інші партії набагато дрібніші й не представлені в парламенті:
- Прогресивно-конституційна партія, заснована 1953 року.
- Мальтійська партія центру, заснована 1961 року (до 1971 року називалася Християнсько-робоча партія).

На Мальті діють 40 профспілок. 28 тисяч членів профспілки входять у профспілку некваліфікованих робітників. Найбільше профспілкове об'єднання — Конфедерація профспілок Мальти, заснована 1958 року.

## Економіка
Основна галузь економіки Мальти — туризм. Потік туристів на Мальту безперервно зростає. Мальта є одним із найбільших світових центрів вивчення англійської мови, куди приїздять студенти з усього світу. Також на Мальті розташована низка великих підприємств, які вимагають висококваліфікованої робочої сили: виробництво мікрочипів (STMicroelectronics), друк грошових знаків (De La Rue), обслуговування літаків (Lufthansa Technics), програмування тощо.
Завдяки великій розмаїтості міських та природних ландшафтів Мальта є популярним місцем проведення зйомок художніх фільмів. На Мальті знімалися фільми Гладіатор, Мюнхен, Код Да Вінчі та інші.
З 1 січня 2008 замість мальтійських лір на Мальті запроваджено євро.

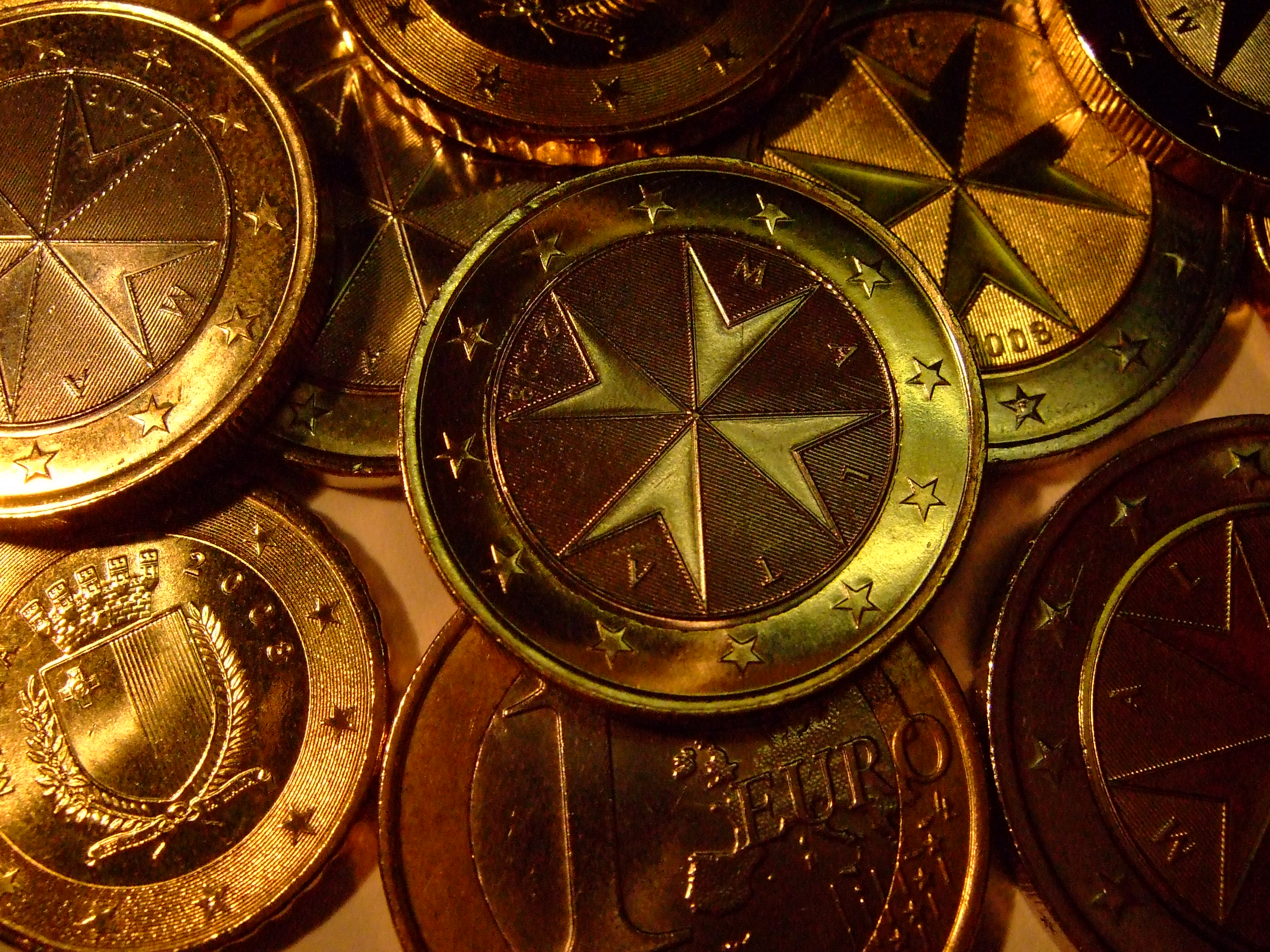
Мальтійські монети євро

Мальта відома виробами ручної роботи з різнокольорового скла. У цехах, розташованих поруч із торговими залами, майстри всього за кілька хвилин зможуть виготовити маленьку вазу або невеликого кролика. Різний посуд, вази, фігурки тварин, птахів, «спляча жінка» (Мальтійська Венера), квіти, магнітики, облицювальну плитку, біжутерію, світильники, годинник, рамки для фотографій та дзеркал можна придбати за цінами виробника. Crafts Village — популярний серед туристів сувенірний ринок, що складається з безлічі павільйончиків, де можна купити вироби народних мальтійських промислів.
Промисловість Мальти представлена такими галузями, як електроніка, корабельне будівництво та ремонт, будівництво, текстильне виробництво, одяг, взуття, тютюн.
Мальта імпортує: машини, механізми і обладнання, промислові товари, напівфабрикати, їжу та напої, тютюн. Основні країни-партнери: Італія 25,4 %, Франція 13,1 %, Велика Британія 12,0 %, Німеччина 8,9 %, США 5,2 %, Сінгапур 4,1 % (2004)
Мальтійський експорт — це переважно машини та транспортне обладнання, інші вироби. Основні країни-партнери: США 15,7 %, Франція 15,5 %, Сінгапур 14,5 %, Велика Британія 11,2 %, Німеччина 10,8 % (2004).
Найпоширенішими сільськогосподарськими продуктами є картопля, цвітна капуста, виноград, пшениця, ячмінь, томати, цитрусові, квіти, солодкий перець, свинина, молоко, птиця.
Мальта виробляє тільки близько 20 % потрібної кількості харчової продукції, має обмежені запаси питної води і не має власних джерел енергоресурсів. Економіка підпорядкована зовнішній торгівлі, виробництву електроніки й текстилю, а також туризму.

## Система освіти
Освітня система Мальти складається з чотирьох рівнів: дошкільна, початкова, середня та вища освіта. Обов'язкова освіта охоплює початковий та середній рівні та триває з 5 до 16 років. Систему регулює Міністерство освіти, спорту, молоді, досліджень та інновацій Мальти.

### Дошкільна освіта
До дошкільної освіти належать дитячі садки (для дітей віком від 3 до 5 років) та центри раннього догляду (від народження до 3 років). Державні й церковні заклади забезпечують безкоштовне навчання. Першочергове право на зарахування мають діти батьків, що працюють.

### Початкова та середня освіта
Початкова освіта триває з 5 до 11 років, а середня — з 11 до 16 років. У державних школах навчання, транспорт та підручники надаються безкоштовно. В католицьких школах часто існує розподіл за статтю. Вартість навчання в приватних школах коливається від 8 000 до 18 000 євро на рік. Основними мовами навчання є мальтійська та англійська мови.

### Вища освіта
Після завершення середньої школи студенти можуть продовжити навчання в коледжах або університетах. Серед провідних вищих навчальних закладів країни — Мальтійський університет (University of Malta), Коледж мистецтв, науки та технологій Мальти (MCAST) і Мальтійський інститут туризму (ITS). Університет Мальти пропонує програми магістратури та аспірантури й користується міжнародним визнанням. Вища освіта відкрита як для місцевих, так і для іноземних студентів.
Освітня система Мальти вважається однією з найякісніших у Європейському Союзі завдяки можливості навчатися різнима мовами та відповідності європейським стандартам. Завдяки цьому Мальта приваблює як місцевих мешканців, так і іммігрантів і студентів з-за кордону.

## Транспорт

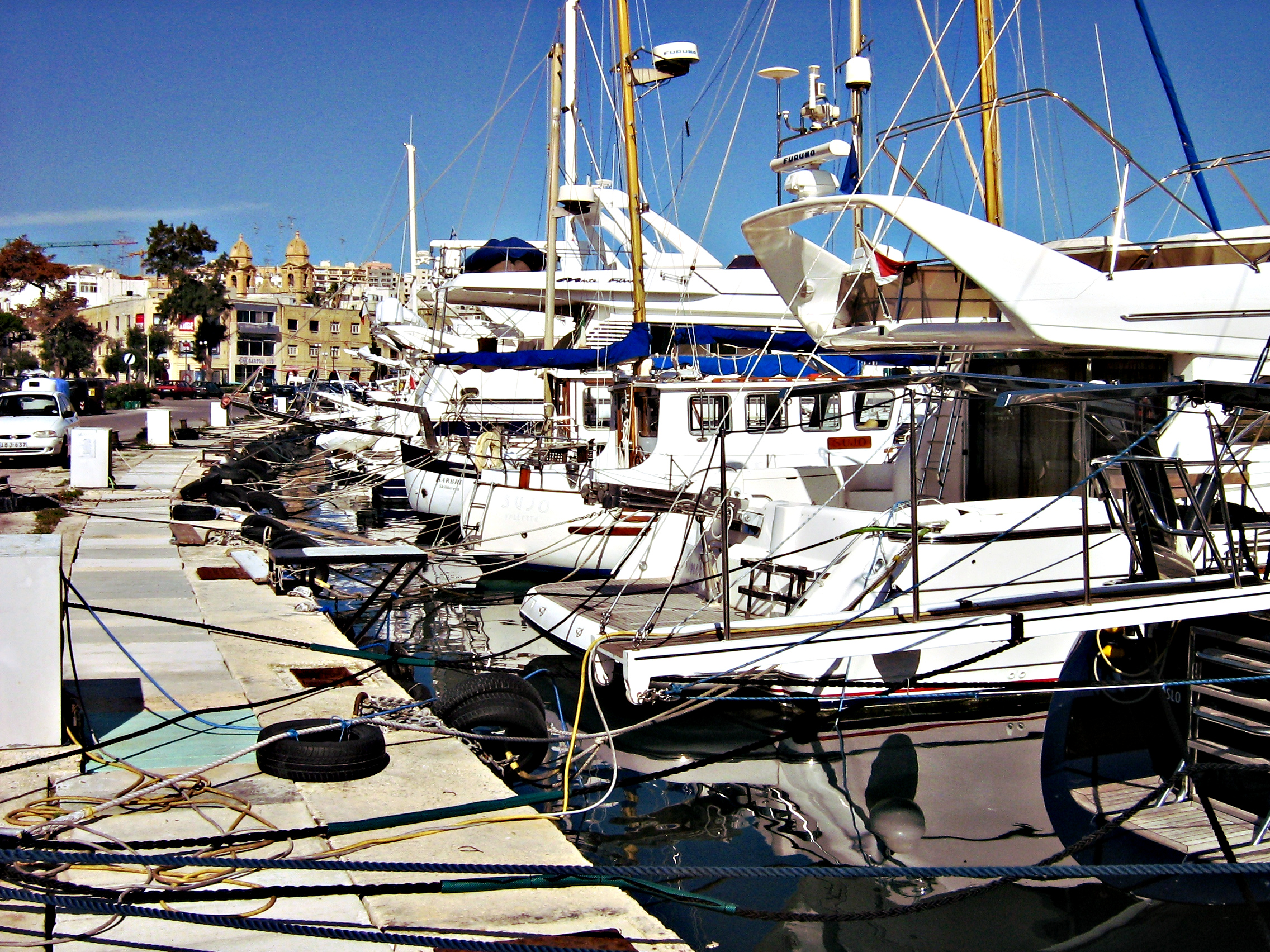
Причали Валлетти

Основний вид транспорту — автомобільний. Рух — лівосторонній.

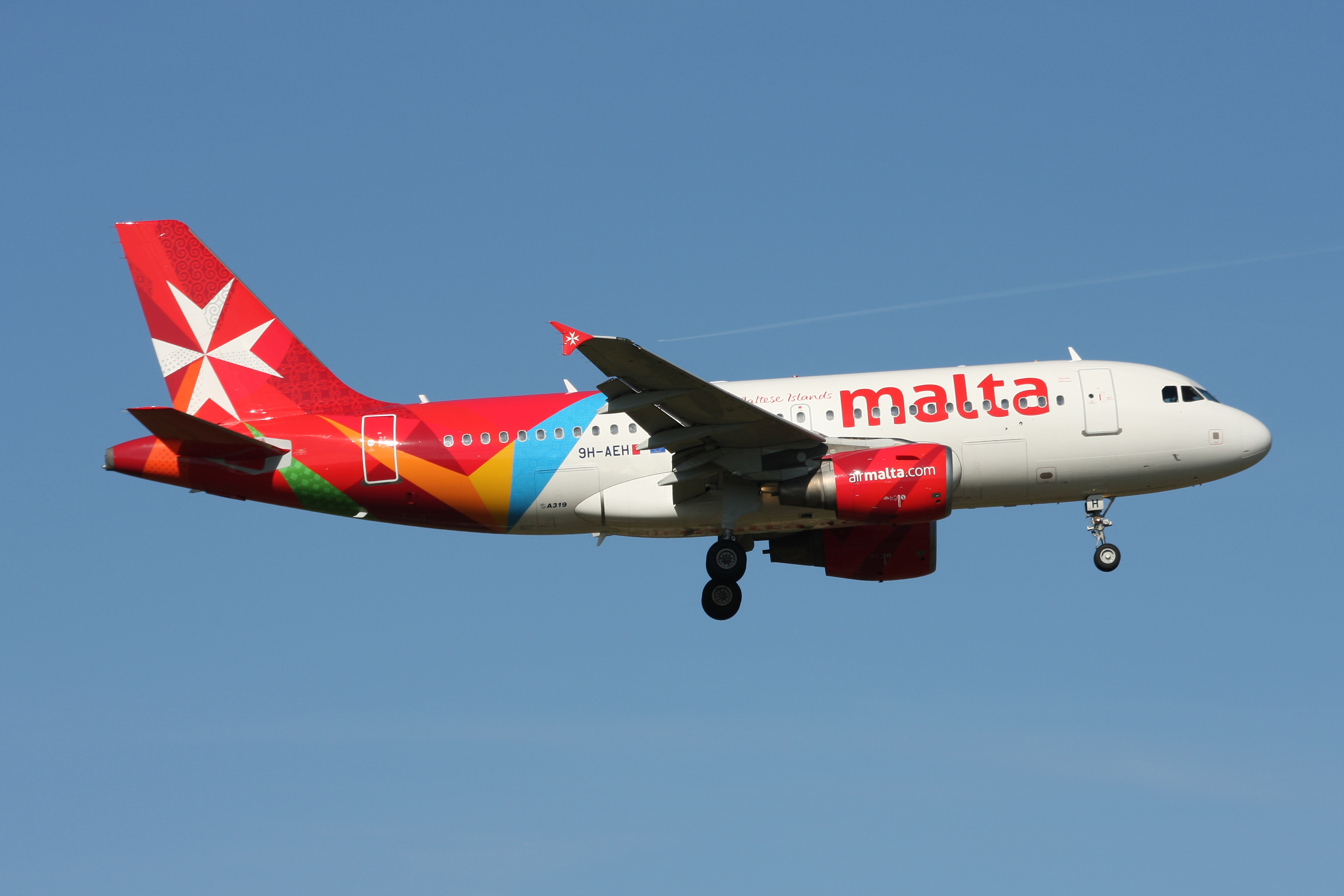
Air Malta Airbus A319

Автобусне сполучення пов'язує всі населені пункти Мальти, але не безпосередньо, а через центральний автовокзал, що розташований біля брами в «старе місто» Валлетти. Після закупівлі нових автобусів влітку 2011 року проїзд подорожчав до 2,6 євро на день (квиток можна використовувати в обидва боки до 23 години).
Сполучення між островами Мальта, Гоцо та Коміно здійснюють поромні переправи. Морем можна добратися й до острова Сицилія на швидкісному катамарані «Jean de La Valette». Час у дорозі 1,5 години.
«Air Malta» — головна мальтійська авіакомпанія. Базується в муніципалітеті Луа, в Міжнародному аеропорту Мальти. Здійснює рейси за 36 напрямкам у Європу та Північну Африку.
Авіакомпанія «Air Malta» була заснована 1973 року за рішенням мальтійського парламенту та здійснює рейси з квітня 1974 року. Авіакомпанія підтримує партнерські відносини та проводить спільні польоти з авіакомпанією Lufthansa, яка займається технічним обслуговуванням в аеропорту Мальти. «Air Malta» володіє пакетом акцій авіакомпанії «Medavia», що здійснює перельоти переважно в межах Лівії.
- Поромне сполучення з Лівією (Триполі)
- Поромне сполучення з Італією (Поццалло)
- Судноплавство

## Культура
Культура Мальти відображає різні культури — від фінікійців до британців, які протягом століть контактували з Мальтійськими островами, включаючи сусідні середземноморські культури, і культури народів, що правили Мальтою протягом тривалих періодів часу до його незалежності у 1964 році.

### Світова спадщина

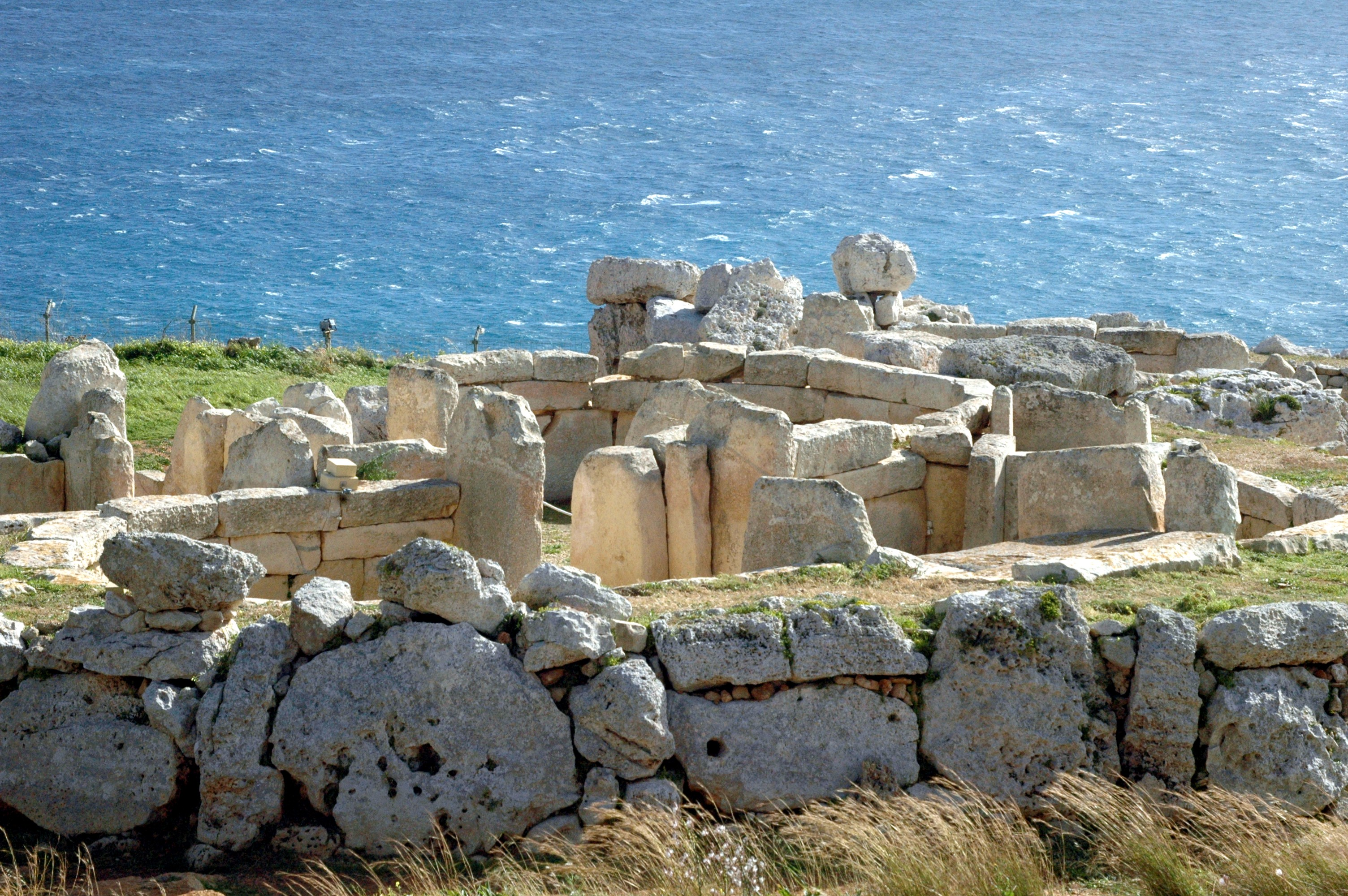
Мнайдра

До списку світової спадщини ЮНЕСКО занесено три об'єкти, що розташовані на Мальті: столиця Валлетта, Мегалітичні храми Мальти та Святилище Хал-Сафліені.

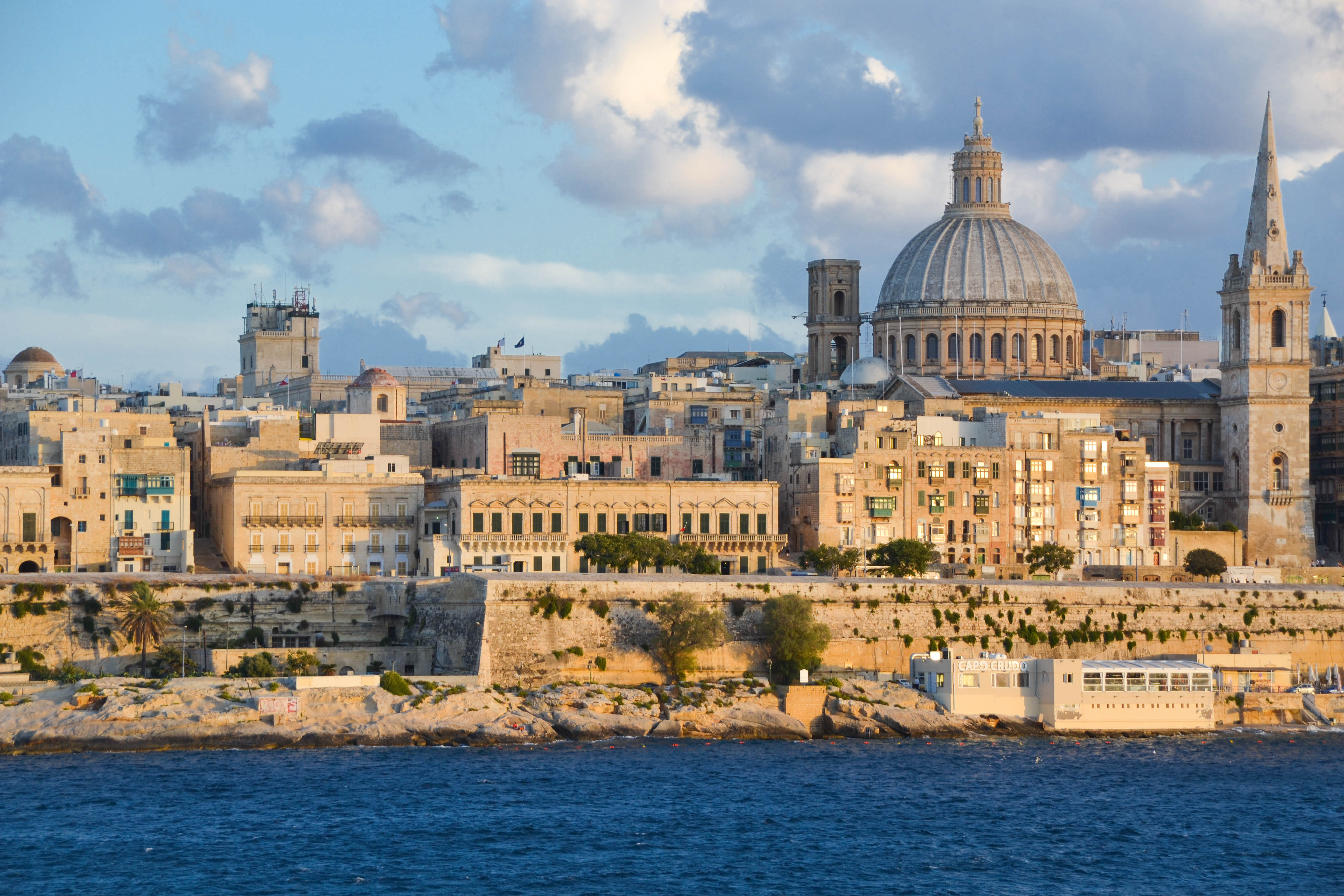
Валлетта

### Музика
Хоча мальтійська музика сьогодні в основному західна, традиційна мальтійська музика включає те, що відоме як ħana. Це складається з фонової фольклорної гітарної музики, тоді як кілька людей, загалом чоловіки, беруть її по черзі, щоб аргументувати свою думку в голосі співучої пісні. Мета текстів, які є імпровізованими, полягає у створенні доброзичливої, але складної атмосфери, і потрібен ряд років практики, щоб мати можливість поєднувати необхідні художні якості та здатність ефективно дискутувати.

### Кораблі й човни
Особливістю Мальтійського архіпелагу є дерев'яні, яскраво розмальовані човни Луццу. На носі «луццу» зазвичай малюють очі, які символізують Око Гора. Існує припущення, що луццу фінікійського походження. Човни луццу традиційно мають назви християнських святих.

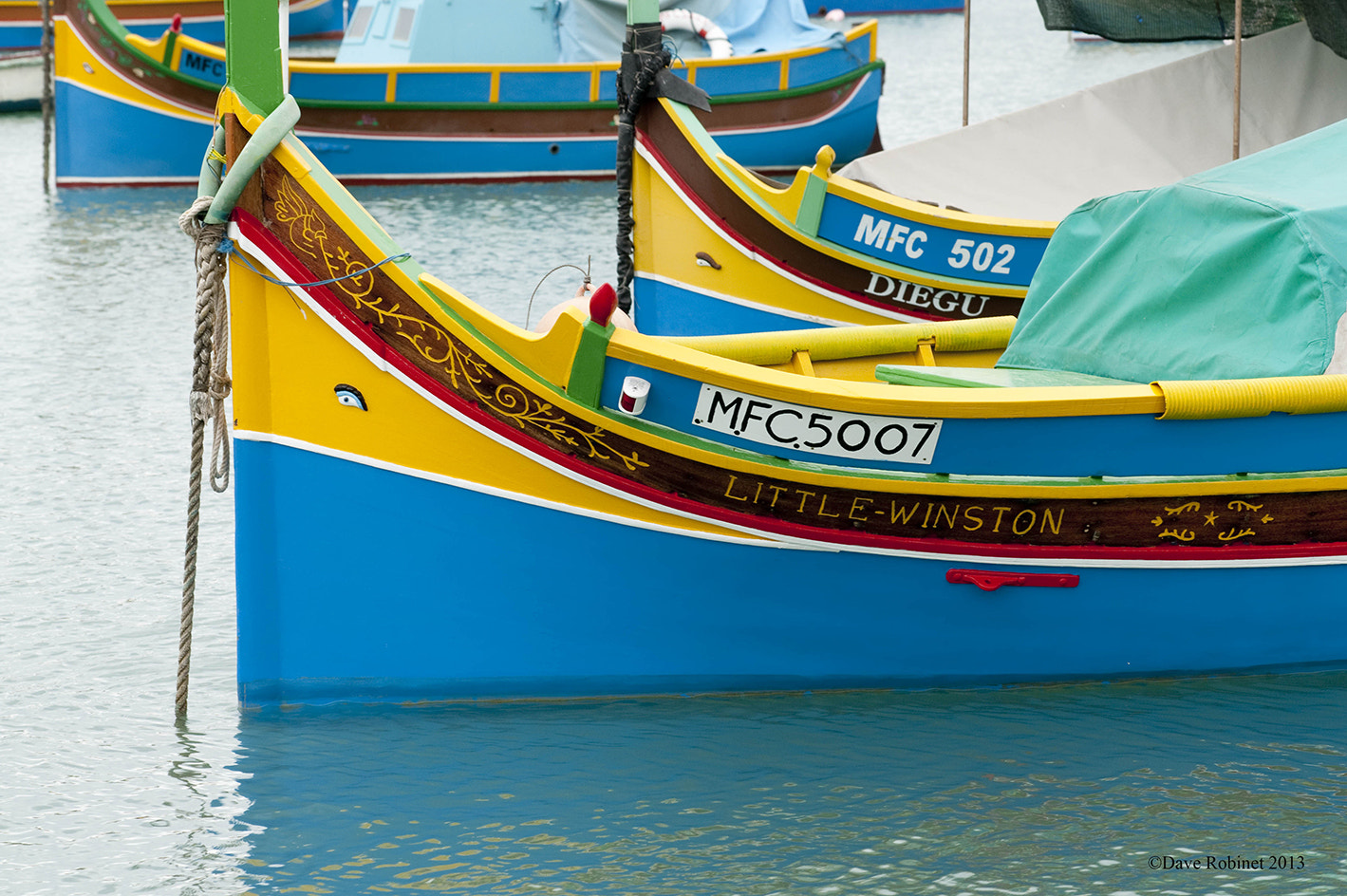
Луццу

Луццу — улюблений фотомотив туристів на Мальті, тому утримання цих традиційних човнів підтримується державою за допомогою субсидій. Проте луццу — не лише приманка для туристів, до сьогодні ці човни використовуються рибалками за прямим призначенням. Деякі сучасні прогулянкові кораблі на Мальті стилізовані під луццу.

### Напої
Кінні — традиційний лимонад, що виробляється на Мальті. Кінні виробляють з апельсинів кінотто (Citrus myrtifolia), які мають гіркий смак, з додаванням ефірних олій і спецій (анісу, женьшеню, лакриці, ревеню), всього 18 компонентів. Точний рецепт тримається в секреті. При виробництві використовуються лише натуральні компоненти. Інший відомий мальтійський напій — пиво «Cisk Lager».

### Традиційні страви

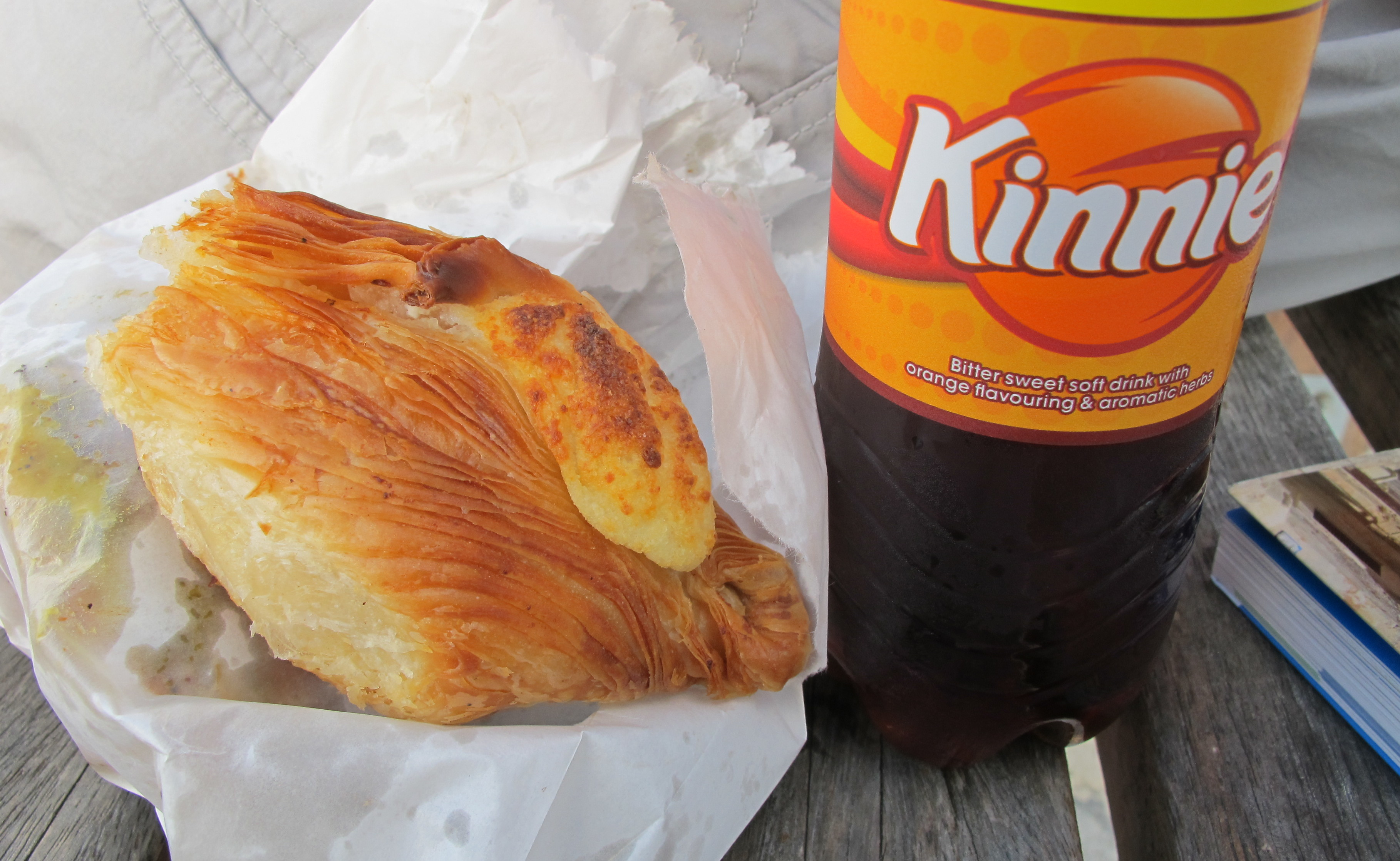
Сирні пастіцці та солодка вода Kinnie

На Мальті вживають багато рибних продуктів, насамперед це золоті макрелі та доради. Загалом мальтійська кухня має багато спільних рис з італійською та грецькою.
Декілька страв
- Рос-іл-Форн (Ross il-Forn) роблять із фаршу, яєць, шафрану та рису.
- Лампукі-печеня — філе доради (лампукі) тушкується зі шпинатом, капустою, їстівними каштанами та родзинками.
- Вдовин суп (soppa tal-armla) — суп із квасолі зі шматочком сиру Гбейнет.

### Свята
- 10 лютого «The Feast of St. Paul's Shipwreck» (День згадки про корабельну аварію біля Мальти апостола Павла в 60 році)
- 31 березня (1979) «Freedom Day» (Завершення виводу британських військ)
- 8 вересня (1565) «Our Lady of Victory» (Кінець великої облоги Мальти)
- 21 вересня (1964) «Independence Day» (День незалежності)
- 13 грудня (1974) «Republic Day» (День проголошення республіки)

## Цікаві факти
Детальніші відомості з цієї теми ви можете знайти в статті Госпітальєри.
- Площа Мальти і площа колись найменшого в Україні колишнього Герцаївського району Чернівецької області збігаються один до одного — 316 кв. км.

## Галерея

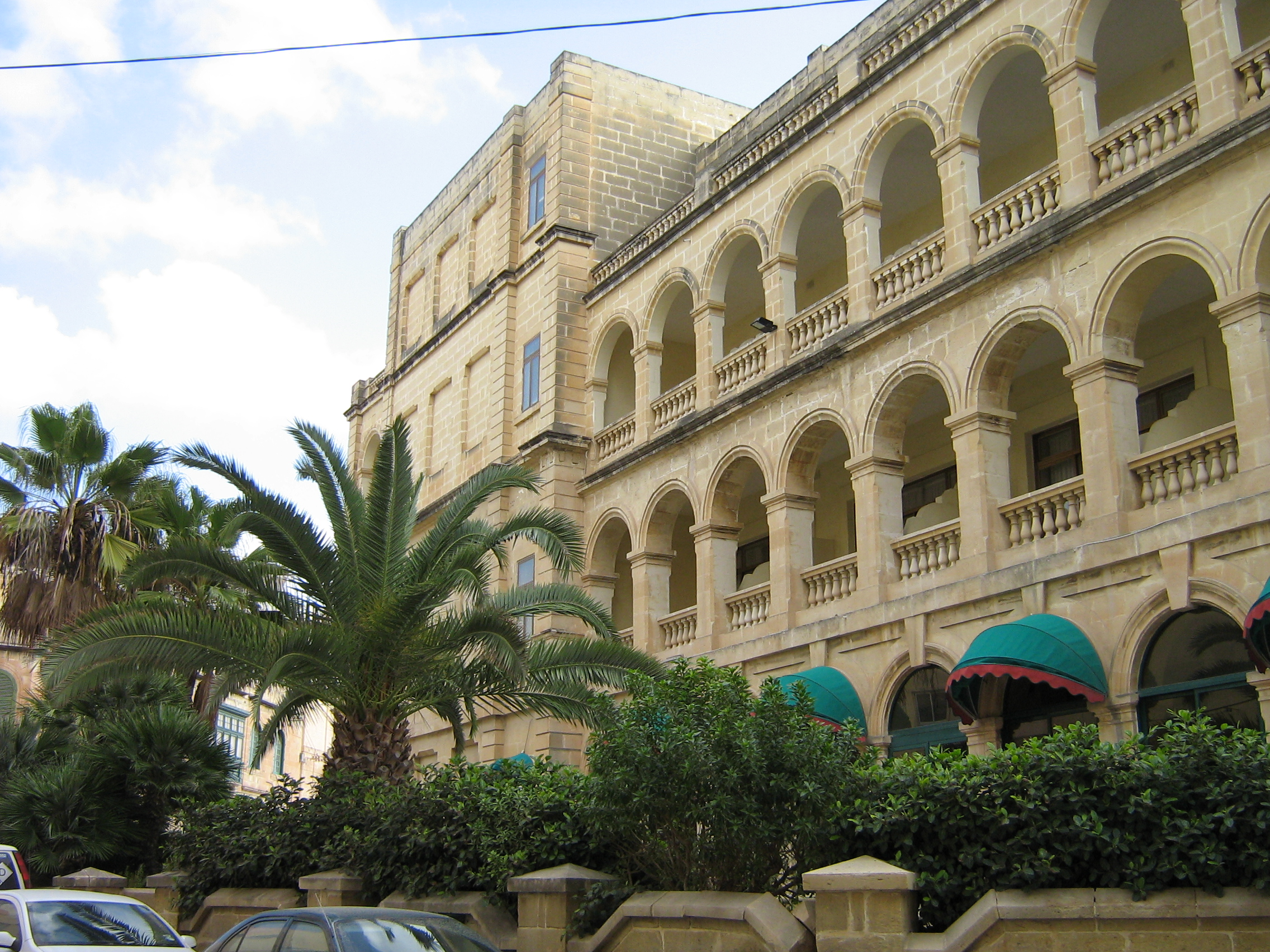
Валлетта
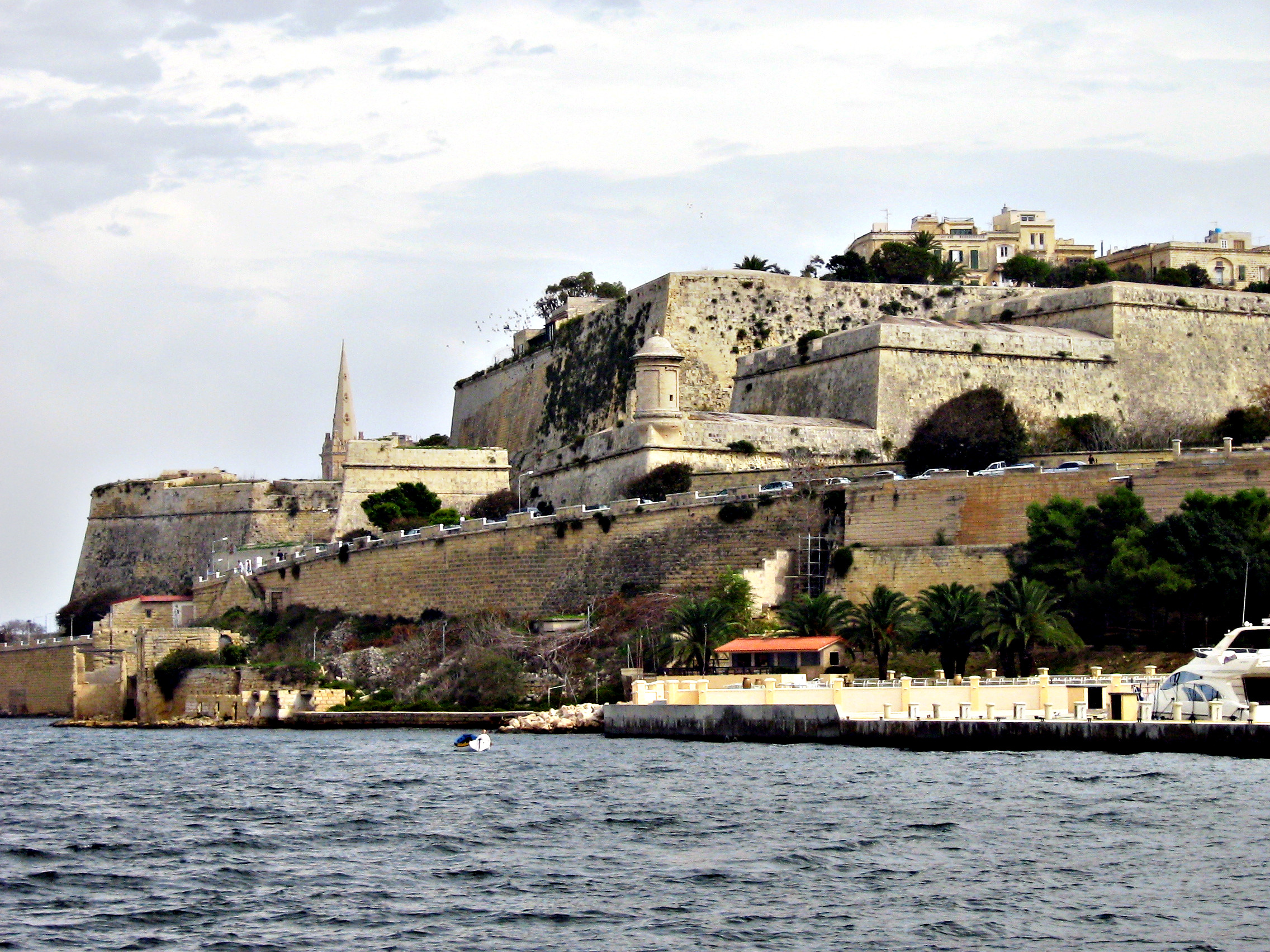
Валлетта. Осінь
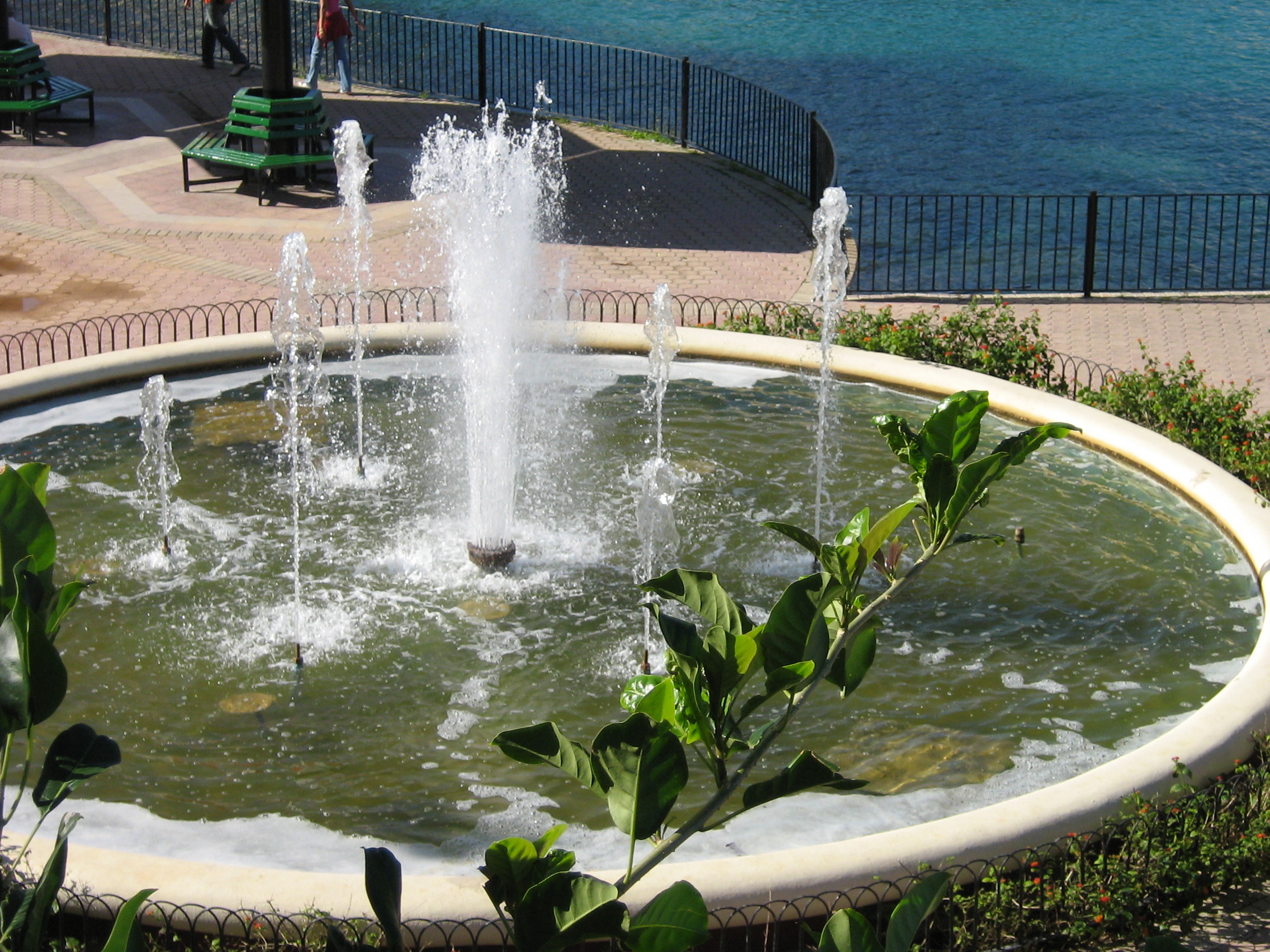
Сліма. Біля моря.
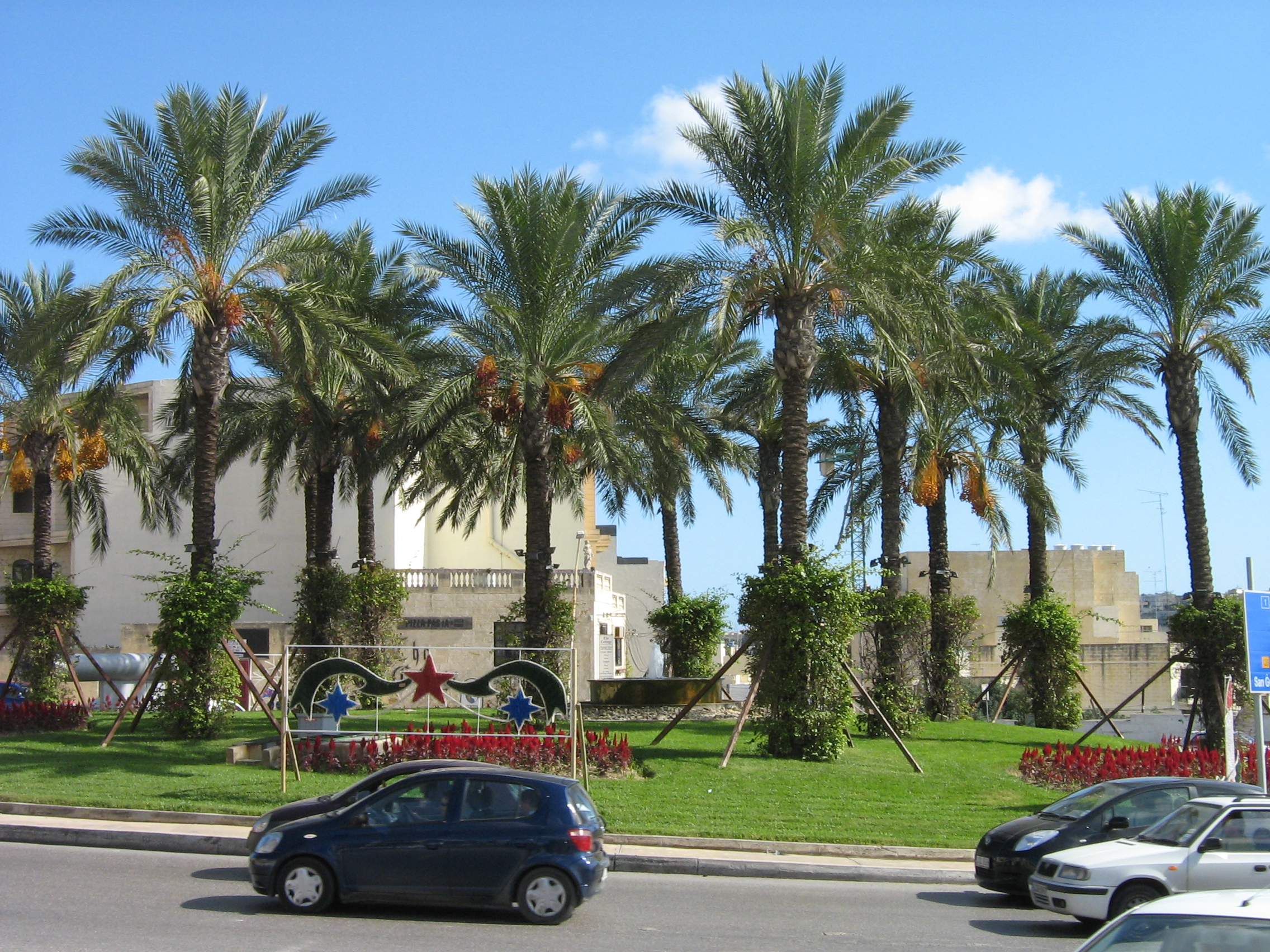
Слімі. Осінь.
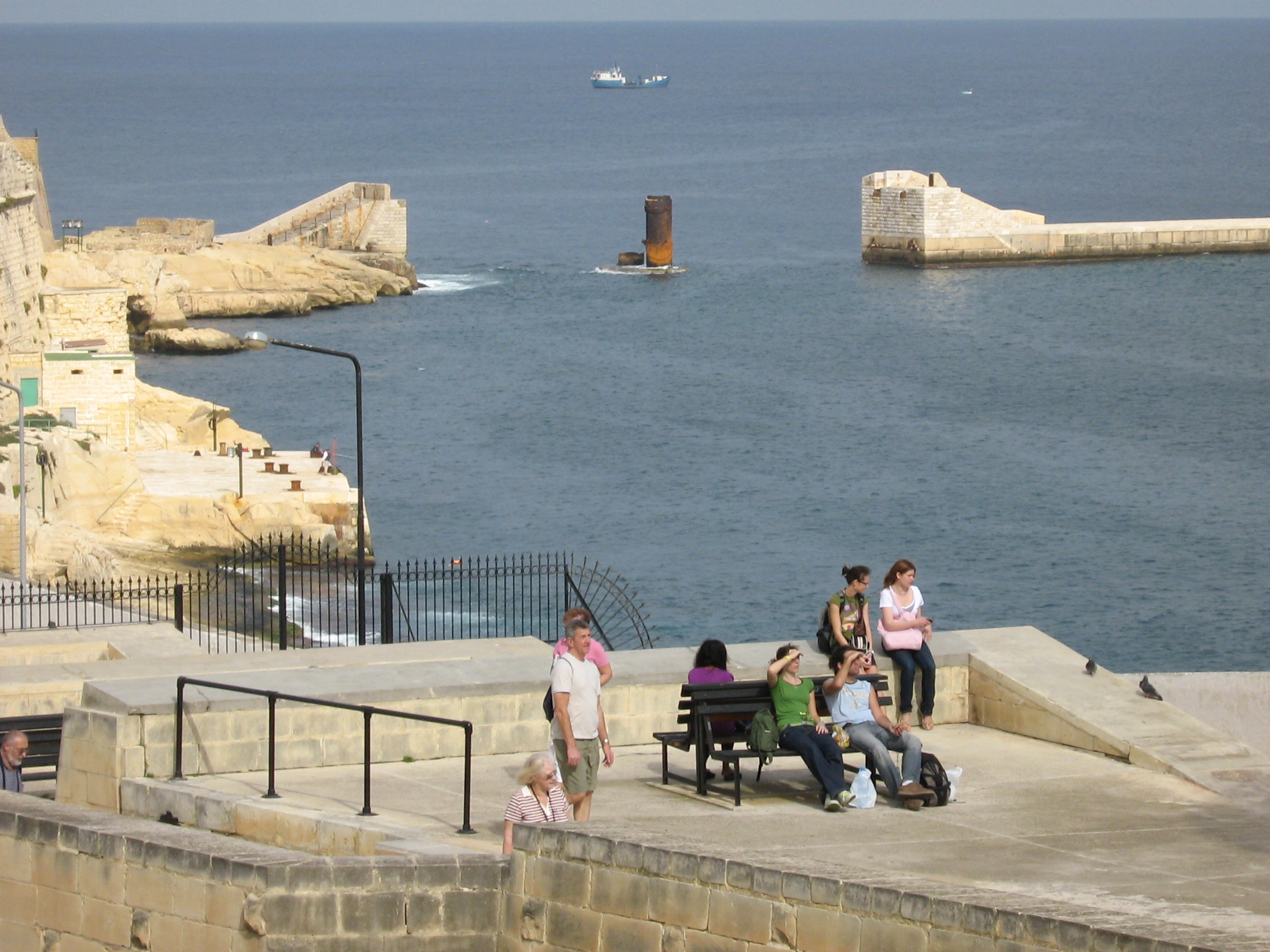
Сліма.
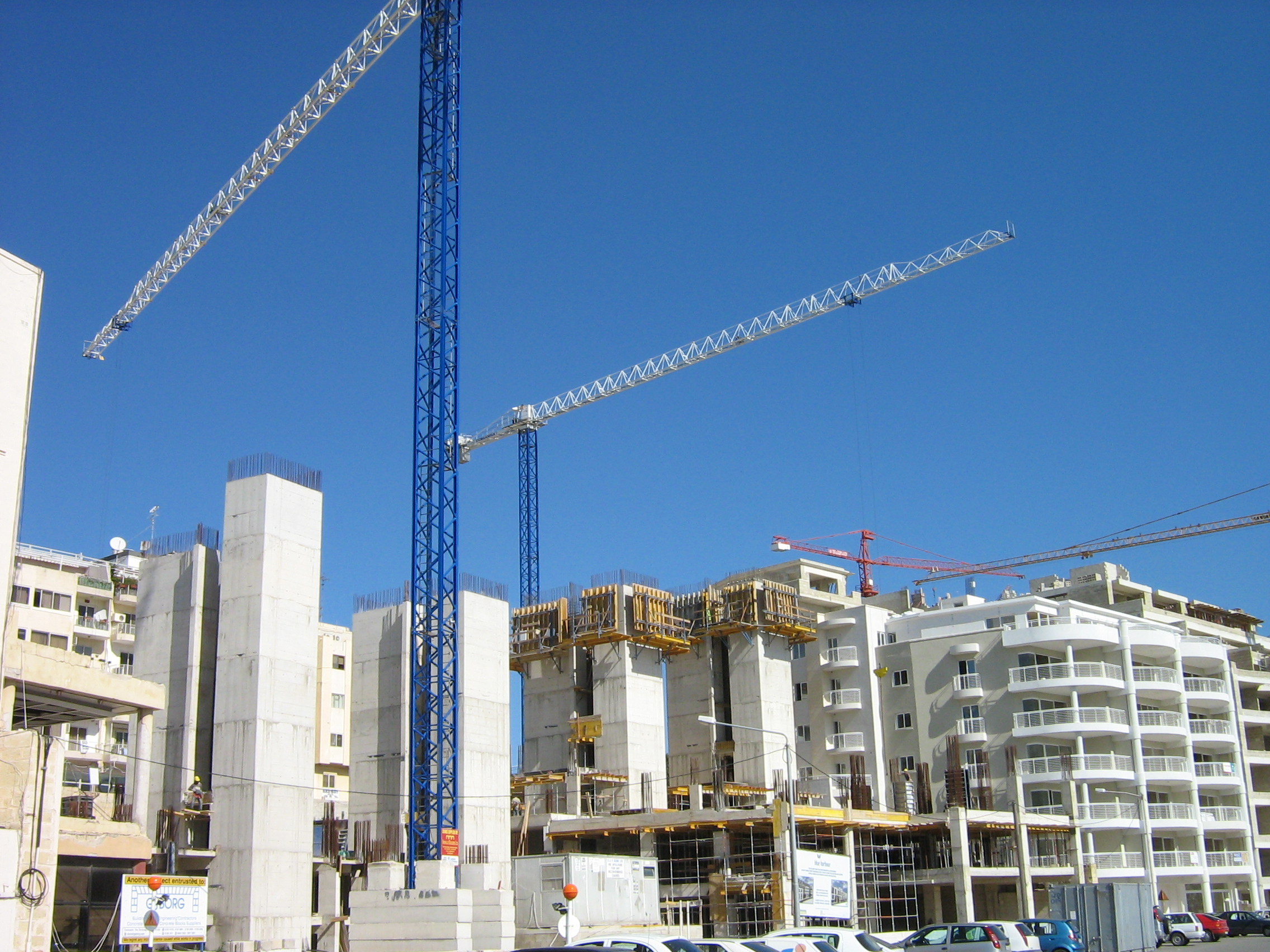
Новобудови Сліми.
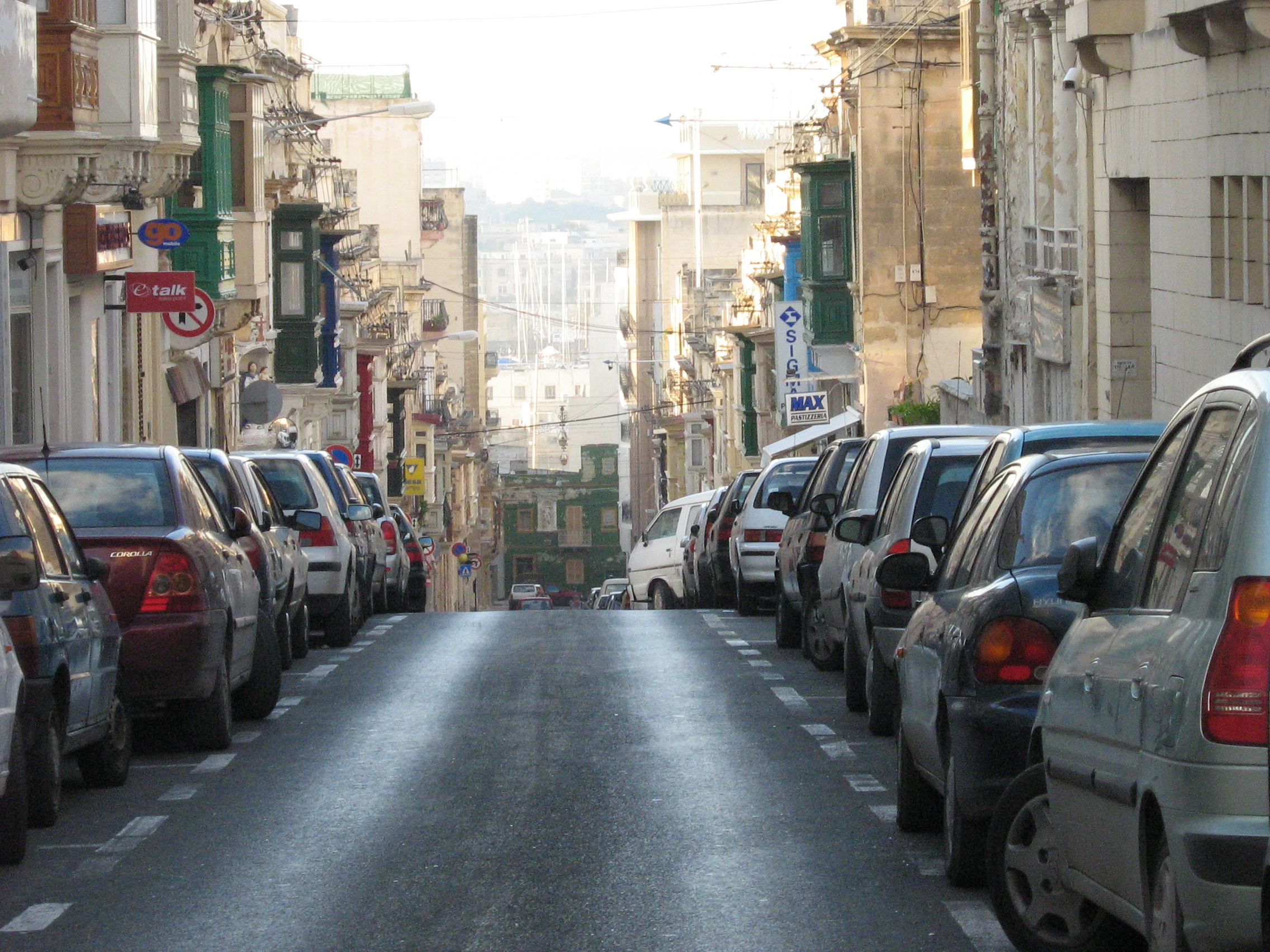
Вулиця у Слімі.